# 5. Brandenburgisches Konzert
Johann Sebastian Bachs fünftes Brandenburgisches Konzert, BWV 1050, ist ein Konzert für Solocembalo, Flöte, Violine und Streicher, das zu den frühesten Beispielen eines solistischen Tasteninstruments mit Orchester zählt. Es ist Teil einer Sammlung von sechs Konzerten, deren Partitur Bach im März 1721 unter dem Titel Six Concerts avec plusieurs instruments an den Markgrafen Christian Ludwig von Brandenburg-Schwedt sandte. Die einzelnen Werke dieser Sammlung weisen in Besetzung und Charakter große Unterschiede auf.

## Besetzung
Die Komposition stellt drei Soloinstrumente einem Streichorchester gegenüber. Dieses Orchester verzichtet allerdings ungewöhnlicherweise auf die zweite Violine, was in der Literatur allgemein durch das Fehlen des entsprechenden Spielers erklärt wird, also eine Entstehung für ein solistisches Ensemble nahelegt:
- Solocembalo
- Traversflöte solo
- Violine solo
- Violine (tutti)
- Viola (tutti)
- Violoncello (tutti)
- Violone (tutti)

## Entstehung
Eine Frühfassung (BWV 1050a) des Konzerts ist erhalten; in ihr ist das ausgeschriebene, unbegleitete Cembalosolo (Solo senza stromenti) nur achtzehn Takte lang. Dieser Part ist sicher für ein einmanualiges Instrument mit geringerem Tonumfang geschrieben worden, also wohl vor dem Winter 1718/1719 entstanden, als Bach ein neues größeres Cembalo in Berlin abholte – für dieses große Cembalo mag dann später die bekannte umfangreiche Kadenz entstanden sein. Auch fehlte in der Frühfassung noch die Cellostimme, so dass hier offenbar tatsächlich nur sechs Musiker benötigt wurden.
Daher wurde vermutet, dieses Konzert sei für das geplante Zusammentreffen Bachs mit Louis Marchand im September 1717 geschrieben. Diese Veranstaltung fand in Dresden in der Wohnung des mit Bach befreundeten Geigers Jean-Baptiste Volumier statt. Selbstverständlich waren viele Musiker anwesend, und so ist es durchaus denkbar, dass Bach hier auch ein konzertantes Ensemblestück geplant hatte; Pierre-Gabriel Buffardin hätte dann die Soloflöte gespielt und der Hausherr die Solovioline.
Dem wurde entgegengehalten, dass die Solopartien für diese Virtuosen wesentlich zu einfach sind, und dass in Dresden durchaus Cembali mit größerem Tastaturumfang zur Verfügung standen. So wird heute das Konzert eher in Zusammenhang mit dem ersten Kuraufenthalt Fürst Leopolds in Karlsbad gebracht (Mai/Juli 1718), zu dem dieser sechs Musiker mitgenommen hatte. Dies würde das Fehlen einer zweiten Tuttivioline ebenso erklären wie die wenig anspruchsvolle Flötenstimme, die auch von einem Spieler mit anderem Hauptinstrument zu bewältigen war.

## Musik
Die Sätze sind überschrieben:
- Allegro ¢ D-Dur
- Affettuoso c h-Moll
- Allegro 2/4 D-Dur

Innerhalb der aus Italien stammenden Konzertform spielt die sehr modern wirkende, ganz die Außenstimmen betonende Satzweise mit ihren ständigen Triolen deutlich auf den französischen Geschmack an. Auch die Verwendung der gerade aufkommenden Traversflöte weist in diese Richtung. Alle drei Sätze führen nach einiger Zeit eine durch Seufzermotive geprägte Melodik ein, die ebenfalls auf Modelle französischer Komponisten verweist. So kann dieses Konzert als ein Beispiel für das Bestreben deutscher Komponisten des Hochbarock gelten, die Nationalstile Italiens und Frankreichs miteinander zu verbinden.
Die Instrumente werden über weite Strecken recht gleichwertig eingesetzt; in der zweiten Hälfte des ersten und dritten Satzes treten dann aber zunehmend virtuose Partien für das Cembalo auf, die die anderen Instrumente stellenweise etwas in den Hintergrund drängen und im ersten Satz in ein umfangreiches Solo münden. Wegen der hier dominierenden Rolle des Cembalos wird das Konzert manchmal als das erste Cembalokonzert der Musikgeschichte gesehen. Die Idee einer weiteren Instrumentalgruppe (hier Soloflöte und -violine) als eine Art vermittelndem Element zwischen dem eigentlichen Soloinstrument und dem Orchester nahm Bach auch im vierten Brandenburgischen Konzert auf sowie im Tripelkonzert a-Moll.

### Erster Satz
Nach dem Tutti-Ritornell führen sich die Solisten mit einem eigenen Thema ein und entwickelt aus diesem kontrastierenden Thema schnell eine durch Seufzermotive geprägte Melodik. Umfangreiche Solopassagen werden strukturiert durch häufige Orchestereinsätze mit dem Ritornellbeginn.
Etwa auf halber Strecke zur Cembalokadenz führen Flöte und Violine ohne weitere Vorbereitung oder Dramatisierung pianissimo unerwartet ein neues gesangliches Motiv ein, das sie taktweise abwechselnd durchführen, um es schließlich auf ein eher unauffälliges Achtelmotiv zu reduzieren. Das Cembalo treibt hier im Hintergrund durch Achtel der linken Hand und ununterbrochene Akkordbrechungen der Rechten; diese ganze Stelle ist eine großangelegte, oft dissonante Harmoniestudie, die mit einem Orgelpunkt und langgezogenen Trillern von Flöte und Violine endet und schließlich in das Ritornell auf der Dominante führt. Es folgt nun eine Reprise des anfänglichen Solomaterials, ehe das Cembalo beginnt, durch rasende Zweiunddreißigstelläufe auf sich aufmerksam zu machen; die anderen Instrumente ziehen sich nun mehr und mehr zurück. Dieses meisterhaft auskomponierte Decrescendo zeigt deutlich das klangliche Gespür Bachs und die Unangemessenheit des Schlagworts „Barocke Terrassendynamik“.
Das umfangreiche unbegleitete Solo des Cembalos basiert auf dem Solothema und führt es weiter, um immer wieder durch virtuose, primär harmonisch konzipierte Abschnitte zu unterbrechen. Auch ein auffälliger, langer Orgelpunkt auf der Dominante führt noch nicht in das Schlusstutti; die Lösung wird per Trugschluss noch ein paar Takte hinausgezögert.

### Zweiter Satz
Wie in vielen Konzerten der Sammlung wird der langsame Satz (Affettuoso) von den Soloinstrumenten alleine bestritten: Ein zunächst unthematischer Bass der linken Hand begleitet die rechte Hand des Cembalos sowie Flöte und Violine. Sein Thema ist vor allem durch einen weichen punktierten Rhythmus gekennzeichnet. In seiner zweiten Hälfte enthält das Thema jedoch kontrastierende Legatoketten, aus denen Bach schnell ein kontrastierendes Motiv entwickelt. Dies stellt er dem Anfangsthema gegenüber, das nun mehr wie ein Ritornell wirkt und im weiteren Verlauf deutlich zur Gliederung des Satzes eingesetzt wird.
Zwischen fünf Tuttipassagen (kenntlich an der Vortragsbezeichnung forte in Flöte und Violine sowie daran, dass das Cembalo Continuo spielt) liegen die Solopassagen, bei denen die Instrumente eher abwechselnd eingesetzt sind, und die alle mit dem Cembalo alleine enden.

### Dritter Satz
Der Schlusssatz beginnt wie eine Fuge – zunächst in den Soloinstrumenten, schließlich auch im Orchester –, doch wird die thematische Arbeit schnell aufgegeben. Dieser Satz ist deutlich dreiteilig, mit identischen Außenteilen und einem kontrastierenden Mittelteil doppelter Länge in der parallelen Molltonart. Auch dieser mittlere Satzabschnitt führt gleich zu Beginn ein ganz neues Thema ein, das durch seinen großen Bogen und seinen gesanglichen Charakter einen deutlichen Gegensatz zum Bisherigen bildet und von Bach ausdrücklich als cantabile bezeichnet wurde. Nachdem jedes Soloinstrument es einmal gespielt hat, wird es auch von den Oberstimmen des Orchesters übernommen; die Grenzen zwischen Soloinstrument und Orchesterinstrument verschwimmen hier stellenweise in einem dichten Geflecht. Etwa ab der Mitte des Satzes wird dann das Cembalo wieder deutlich als Solist herausgestellt, dem Flöte und Violine einerseits und Orchesteroberstimmen andererseits als geschlossene Gruppen entgegentreten. Der Abschnitt endet in h-Moll, dann beginnt der Satz überleitungslos wieder von vorne, also mit der wörtlichen Wiederholung des ersten Abschnitts.

## Rezeption
Der Film Chronik der Anna Magdalena Bach (1967) von Jean-Marie Straub und Danièle Huillet beginnt mit dem ersten Satz des fünften Brandenburgischen Konzerts ab der Solokadenz; es spielt hier Gustav Leonhardt als Johann Sebastian Bach.
Das beherrschende Motiv des dritten Satzes dient dem RBB-Rundfunksender rbbKultur als Erkennungsmelodie.